# Fürth Hauptbahnhof (metrostation)
Fürth Hauptbahnhof is een metrostation in de wijk Altstadt van de Duitse stad Fürth. Het station werd geopend op 5 december 1998 en wordt bediend door lijn U1 van de metro van Neurenberg.